# Лангеберх (горы)
Лангеберх (англ. Langeberg) — горный хребет на юге ЮАР в Западно-Капской провинции. Образует непрерывную горную цепь с хребтом Утениква на востоке. Высочайшая вершина — гора Кееромсберг (2075 м) в 15 км к северо-востоку от города Вустер. Кроме этого, наиболее высокие вершины хребта расположены к северу от Свеллендама в гряде Часовые пики, высшая точка которых — Мисти-Пойнт (1710 м).

## Название
Название гор «лангеберх» — от голландского, что означает «длинная гора».

## География

Лангеберх в районе природного заповедника Грутвадерсбош

Хребет простирается примерно с северо-запада на юго-восток в его западной части и в направлении с востока на запад в его средней и восточной частях. Длина хребта составляет около 250 км: он проходит от Вустера, мимо Робертсона, Монтагью, Свеллендама, Гейдельберга и Риверсдейла до Джорджа.
Самая западная точка Лангеберха находится в 5 км к востоку от города Вустер. На востоке хребет заканчивается примерно в 20 км к северу от Мосселбай. Открытые равнины Малого Кару граничат с севером горного хребта, а к югу находятся равнина Агульяс и пшеничный пояс Оверберг.
Горы Лангеберх состоят в основном из песчаника Столовой горы и являются частью Капских гор.

## Экология
На южных склонах хребта можно встретить горный финбош, а в глубоких уединённых ущельях — участки афромонтанного галерейного леса, а на более засушливых северных склонах — заросли кару.
На территории хребта Лангеберх находится три охраняемые природные территории: Марлот, Бунсманбош (с природным заповедником Грутвадерсбош) и государственный лес Гарсия